# Димитър Кърнолски
Димитър Кърнолски е български композитор, роден на 17 март 1945 г., починал на 26 април 2009 г. Написал е над 300 детски песни, оперети и мюзикъли.
Създател е на едни от най-хубавите песни за деца, сред които „Аз съм българче“. Автор е на много детски постановки, организатор на международните конкурси и фестивали за деца и младежи „Ние – XXI век“, „Път към славата“, „Magia Italiana“, „Орфей в Италия“.
Основател е на Арт Център „Кърнолски“, който се занимава с организирането на конкурси в областта на детското и младежко изкуство.

## Биография
Димитър Лазаров Кърнолски е роден в София. Баща му Лазар Кърнолски е един от първите цугтромбонисти в България, свирил в гвардейския духов оркестър, Националната опера и Български национален цирк. През 1976 година Димитър Кърнолски завършва Българската държавна консерватория, специалност "Музикална педагогика“ и започва работа като учител по музика. Още преди завършване на висшето си образование в Държавната консерватория, той свири на виолончело в Симфоничния оркестър на Перник. Първата му месторабота като преподавател (в периода от 1976 до 1978 година) е 11 училище „Максим Горки“ в областния град, където основава вокална група, за която и пише първите си песни – „Песен за Перник“, „Червената шапчица“ и „Ние се събуждаме с усмивка“.
Преподавателска дейност Димитър Кърнолски продължава в 73 училище в София. Отново създава Вокална група към училището, която освен песни изпълнява и младежки мюзикъли с музика, създадена от него. Едно от произведенията му от този период е мюзикълът „Ние, Очилатите“.
През 1980 година Димитър Кърнолски започва работа като лектор към „Дом за литература и изкуство за деца и юноши“ в София. От тази година стартира бурната му дейност в цяла България за създаване на детски и младежки вокални групи из цялата страна. Той инициира и активно участва в организирането на лагер–школи по изкуствата, които да подпомагат творческото развитие на талантливите деца и младежи, както да направи достъпни за учителите методическите практики и материали за обучение и развитие на вокалните групи. В този период работи със „Сребърни звънчета“, Кюстендил, а след това и с ДВГ „Усмивки“, Троян.
През лятото на 1982 г. в местността „Каракуз“ край Силистра с добра за тогава материална база се организира лагер по изкуствата с различни секции – музика, изобразително изкуство, за деца от областта с проявени заложби и техните ръководители. Един от инициаторите и душа на инициатива е Димитър Кърнолски. През този времеви период Димитър Кърнолски активно работи с децата от училищата на Силистренска област. С активното съдействие и със сътрудничеството на началника на „Просвета“ създава детски вокални групи при училищата в селата Чернолик, Зафирово, Черногор, в град Алфатар и град Главиница. Изнасят се концерти в Силистра с участието на децата и се организират срещи с композиторите Филип Павлов, Виктор Чучков и Йордан Колев. Голям концерт в театъра под режисурата на Димитър Кърнолски с децата от областта се излъчва по Националната телевизия, а записи по Радио – София звучат в ефир отново благодарение на всеотдайния му труд.
През 1984 година Димитър Кърнолски работи като нещатен координатор към БНР за организиране и провеждане на Празниците на детската песен „Да запеем дружно“. По негова инициатива през следващата година Детска редакция към Българското Национално Радио стартира национален конкурс „Да запеем дружно“ за изпълнение на произведения от детски вокални групи. Първото издание на конкурса се провежда през септември 1986 г. в град Правец.
През 1986 година започва сътрудничеството на Димитър Кърнолски и Вокална група „ДЪГА“ – град Кърджали с ръководител Снежана Полихронова като през септември същата година ДВГ „Дъга“ спечелва първите места на Националния конкурс „Да запеем дружно“ в град Априлци.
През 1987 година ДВГ „Дъга“ получава покана за участие в „Детско утро“ в рамките на празниците „Нова българска музика“ – събитие организирано от Съюза на българските композитори, чиято цел е да се представи на публиката нови произведения. Следват празниците на детската песен „Да запеем дружно“ в Кърджали. На тези празници се събират най-добрите детски вокални групи – ДВГ „Сребърни звънчета“ от Кюстендил, ДВГ „Усмивка“ – Троян., „Бели, Зелени, Червени“ – Силистра, „Чучулиги“ – Ловеч, „Звъника“ – Плевен, „Пеещи камбанки“ – Велико Търново. Празниците на детска песен се излъчват на живо по Националното радио.
През 1988 година Димитър Кърнолски и Снежана Полихронова организират и провеждат Първия международен детски конкурс за поп-песен „Детски диск“ в Кърджали. Подкрепа за конкурса оказват общината, Пионерския дом, Министерство на културата, Българско национално радио и Българска национална телевизия. В музикалното събитие вземат участие представители на повече от 12 различни държави. „Детски диск“ е първото събитие от този род в страната и предизвиква огромен интерес сред участници и публика.
1989 година е важна година в живота на Димитър Кърнолски и в личностен и творчески план. На 9 септември Димитър Кърнолски и Снежана Полихронова сключват брак и стават тандем не само в творческото си развитие, но и в личния си живот.
През септември композиторът започва работа на позицията Главен методист в „Знаме на мира“ – Кърджали и по негова инициатива започва конкурс „Знаме на мира“. 
През октомври се провежда и 2-рото издание на Международния детски конкурс „Детски диск“. Сериозно развитие конкурсът получава с включването на 5 национални телевизии – на Уелс, Полша, Канал 1 на Националната телевизия на Съветския съюз, Чехословакия и Турция. Гала концертът на победителите в конкурса за първи път се провежда в зала 1 на НДК. Заснет и излъчен е от БНТ и националните телевизии на Уелс, Полша, Съветския съюз, Чехословакия и Турция.
Димитър Кърнолски е основател и на Международния младежки конкурс за поп-песен „Евро диск“ (Кърджали). Участвал е в десетки международни фестивали като член на жури заедно с изтъкнати деятели на културата като Филип Киркоров. През 1993 година създава Център за изкуство „Кърнолски“, като оттогава до смъртта си е негов председател. Основната дейност на Центъра е развитието и популяризирането на детското изкуство чрез организирането на верига международни фестивали в България, Италия и Испания.

## Признание и награди
Димитър Кърнолски е носител на множество национални и международни награди, сред които Наградата на Българското национално радио, Наградата на публиката на конкурса „Да запеем дружно“, Наградата на Съюза на българските композитори и други. 

## Музикални произведения
Цялото творчество на Димитър Кърнолски е посветено на децата – песни, мюзикъли и театрални постановки. Творбите му са представяни както в България, така и в редица европейски страни, сред които Италия, Русия, Украйна, Уелс, Белгия, Беларус. Написал е около 300 песни за деца. Основен изпълнител на песните му е Вокална студия „Дъга“ – една от най-добрите детски музикални формации в България. Сред мюзикълите написани от Димитър Кърнолски са „Карнавал“ (по негово либрето), „Лунната стая“ (по либрето на Валери Петров), „Джуджето и седемте снежанки“ (по либрето на Стефан Цанев). Създател е и на съвременен аранжимент на световноизвестната оратория „Месия“ от Г.Ф.Хендел, заснета и излъчена по БНТ през 2001 г. Съвместно със Снежана Полихронова и с БНТ създават съвременна телевизионна версия на произведението на Перголези – „Стабат Матер“, което печели Grand Prix на Международния конкурс за телевизионни филми „Златната Албена“.